# Oberlandesgericht Danzig
Das Oberlandesgericht Danzig war ein deutsches Oberlandesgericht mit Sitz in Danzig von 1939 bis 1945.

## Geschichte
Im Deutschen Kaiserreich, in der Weimarer Republik und im Dritten Reich bis 1943 bestand das Oberlandesgericht Marienwerder für Westpreußen (zunächst Provinz, dann Regierungsbezirk Westpreußen und Grenzmark Posen-Westpreußen). Als Folge des Friedensvertrages von Versailles wurde Danzig als Freie Stadt Danzig aus dem Reichsverband ausgegliedert. Der größte Teil des Umlandes wurde Polen zugeschlagen. Diese Neuordnung nahm weder Rücksicht auf bestehende Kreisgrenzen noch auf die jeweiligen Gerichtsbezirke. In der Freien Stadt Danzig wurde das Obergericht Danzig als Obergericht geschaffen.
Nach dem Überfall auf Polen endete 1939 völkerrechtswidrig die Staatlichkeit der Freien Stadt Danzig. Das Danziger Obergericht wurde in das Oberlandesgericht Danzig umgewandelt.
Diesem waren folgende Landgerichte nachgeordnet:
- Landgericht Bromberg
- Landgericht Danzig
- Landgericht Elbing
- Landgericht Graudenz
- Landgericht Konitz
- Landgericht Thorn

Zum 1. Januar 1943 kam das Landgericht Marienwerder hinzu.
Darunter waren folgende Amtsgerichte eingerichtet:
| Amtsgericht                    | Sitz               | Oberlandesgericht                                   |
| ------------------------------ | ------------------ | --------------------------------------------------- |
| Amtsgericht Bromberg           | Bromberg           | Oberlandesgericht Bromberg                          |
| Amtsgericht Krone              | Krone              | Oberlandesgericht Bromberg                          |
| Amtsgericht Lobsens            | Lobsens            | Oberlandesgericht Bromberg                          |
| Amtsgericht Nakel              | Nakel              | Oberlandesgericht Bromberg                          |
| Amtsgericht Wirsitz            | Wirsitz            | Oberlandesgericht Bromberg                          |
| Amtsgericht Berent             | Berent             | Oberlandesgericht Danzig                            |
| Amtsgericht Danzig             | Danzig             | Oberlandesgericht Danzig                            |
| Amtsgericht Dirschau           | Dirschau           | Oberlandesgericht Danzig                            |
| Amtsgericht Gotenhafen         | Gotenhafen         | Oberlandesgericht Danzig                            |
| Amtsgericht Karthaus           | Karthaus           | Oberlandesgericht Danzig                            |
| Amtsgericht Neustadt (Westpr)  | Neustadt           | Oberlandesgericht Danzig                            |
| Amtsgericht Preußisch Stargard | Preußisch Stargard | Oberlandesgericht Danzig                            |
| Amtsgericht Putzig             | Putzig             | Oberlandesgericht Danzig                            |
| Amtsgericht Schöneck           | Schöneck           | Oberlandesgericht Danzig                            |
| Amtsgericht Tiegenhof          | Tiegenhof          | Landgericht Danzig, dann Landgericht Elbing         |
| Amtsgericht Zoppot             | Zoppot             | Oberlandesgericht Danzig                            |
| Amtsgericht Christburg         | Christburg         | Landgericht Elbing                                  |
| Amtsgericht Elbing             | Elbing             | Landgericht Elbing                                  |
| Amtsgericht Marienburg         | Marienburg         | Landgericht Elbing                                  |
| Amtsgericht Stuhm              | Stuhm              | Landgericht Elbing                                  |
| Amtsgericht Tiegenhof          | Tiegenhof          | Landgericht Elbing, vorher Landgericht Danzig       |
| Amtsgericht Graudenz           | Graudenz           | Landgericht Graudenz                                |
| Amtsgericht Lautenburg         | Lautenburg         | Landgericht Graudenz                                |
| Amtsgericht Mewe               | Mewe               | Landgericht Graudenz                                |
| Amtsgericht Neuenburg          | Neuenburg          | Landgericht Graudenz                                |
| Amtsgericht Schwetz            | Schwetz            | Landgericht Graudenz                                |
| Amtsgericht Strasburg          | Strasburg          | Landgericht Graudenz                                |
| Amtsgericht Heiderode          | Heiderode          | Landgericht Konitz                                  |
| Amtsgericht Konitz             | Konitz             | Landgericht Konitz                                  |
| Amtsgericht Tuchel             | Tuchel             | Landgericht Konitz                                  |
| Amtsgericht Vandsburg          | Vandsburg          | Landgericht Konitz                                  |
| Amtsgericht Zempelburg         | Zempelburg         | Landgericht Konitz                                  |
| Amtsgericht Deutsch Eylau      | Deutsch-Eylau      | Landgericht Elbing, dann Landgericht Marienwerder   |
| Amtsgericht Löbau              | Löbau              | Landgericht Thorn, dann Landgericht Marienwerder    |
| Amtsgericht Marienwerder       | Marienwerder       | Landgericht Graudenz, dann Landgericht Marienwerder |
| Amtsgericht Neumark            | Neumark            | Landgericht Thorn, dann Landgericht Marienwerder    |
| Amtsgericht Riesenburg         | Riesenburg         | Landgericht Elbing, dann Landgericht Marienwerder   |
| Amtsgericht Rosenberg          | Rosenberg          | Landgericht Elbing, dann Landgericht Marienwerder   |
| Amtsgericht Gollub             | Gollub             | Landgericht Thorn                                   |
| Amtsgericht Kulm               | Kulm               | Landgericht Thorn                                   |
| Amtsgericht Kulmsee            | Kulmsee            | Landgericht Thorn                                   |
| Amtsgericht Leipe              | Leipe              | Landgericht Thorn, dann Landgericht Marienwerder    |
| Amtsgericht Rippin             | Rippin             | Landgericht Thorn, dann Landgericht Marienwerder    |
| Amtsgericht Schönsee           | Schönsee           | Landgericht Thorn, dann Landgericht Marienwerder    |
| Amtsgericht Thorn              | Thorn              | Landgericht Thorn                                   |

Mit der Eroberung Westpreußens durch die Rote Armee 1945 endete die Arbeit dieser Gerichte. Nach dem Zweiten Weltkrieg traten polnische Gerichte an ihre Stelle.

## Präsident
- Walter Wohler, Präsident des Oberlandesgerichtes Danzig 1939 bis 1945[3][4]

## Generalstaatsanwälte
- Curt Graßmann (1939–1941)
- Kurt Bode (1942–1945)